# Teresa Wilms Montt
María Teresa de las Mercedes Wilms Montt, también conocida como Thèrése Wilms Montt o Teresa Willms Montt (Viña del Mar, 8 de septiembre de 1893-París, 24 de diciembre de 1921) fue una escritora chilena de principios del siglo XX.
Considerada una precursora feminista, tuvo una vida novelesca. Rebelde a los valores burgueses de su sociedad, fue internada a la fuerza en el convento de La Preciosa Sangre (Santiago de Chile); sin embargo, con la ayuda de su amigo Vicente Huidobro, huyó a Buenos Aires, donde se rumoreaba que el célebre poeta chileno la pretendía. Intentó ser enfermera en Estados Unidos durante la Primera Guerra Mundial, pero fue confundida y apresada como espía alemana. Fue amiga de los escritores Gómez de la Serna, Enrique Gómez Carrillo, Joaquín Edwards Bello, Víctor Domingo Silva y Ramón María del Valle-Inclán.

## Biografía
Nació en Viña del Mar en 1893. Fue la segunda hija entre seis hermanas —Luz Teresa Rosa, María Inés, Carolina Isabel, Carmen, Victoria Margarita y Ana Esperanza— del matrimonio de Federico Guillermo Wilms y Brieba (1867-1943), supuesto descendiente de la realeza prusiana, con Luz Victoria Montt y Montt (1870-1917), nieta del presidente de la república Manuel Montt; era de ascendencia alemana por parte de padre y española (Gerona, Cataluña) de lado materno. Tuvo una esmerada educación, conforme a las reglas de la época dirigida a llevar un matrimonio y el protocolo en la alta sociedad, sin contar su carácter rebelde que prontamente se manifestaría.
Con facilidades para los idiomas, aprendió francés (idioma con el que escribiría sus diarios), inglés, italiano, portugués y un poco de alemán.
En 1910, a los 17 años de edad, se casó con Gustavo Balmaceda Valdés (sobrino del presidente José Manuel Balmaceda), contra la voluntad de su familia y de la de su elegido. En Santiago se integró a la activa vida cultural de la ciudad. Los celos y el alcoholismo de su marido le produjeron terribles conflictos familiares. Tuvieron dos hijas: Elisa, llamada Chita (1911-2005) y Sylvia Luz (1913-1999).
Por razones de trabajo de su esposo, residió entre 1912 y 1915 en Iquique en pleno auge salitrero, donde comenzó su relación con feministas y sindicalistas y donde observó los nacientes movimientos de reformistas. Adscribió a la masonería e hizo sus primeras publicaciones en la prensa de esa ciudad con el seudónimo de Tebal.
Tras su regreso a Santiago, su esposo descubrió la relación que ella mantenía con Vicente Balmaceda Zañartu, primo de Gustavo —el "Vicho", "Mi amante ídolo" o "Jean", como lo llamaba poéticamente en sus diarios—, quien poco a poco se convirtió en la inspiración de sus primeros escritos. Un tribunal familiar la recluyó, el 18 de octubre de 1915, en el convento de la Preciosa Sangre.Encerrada y aislada del mundo exterior, el 29 de marzo del año siguiente, cometió su primer intento de suicidio con una sobredosis de morfina. 

### Sus viajes

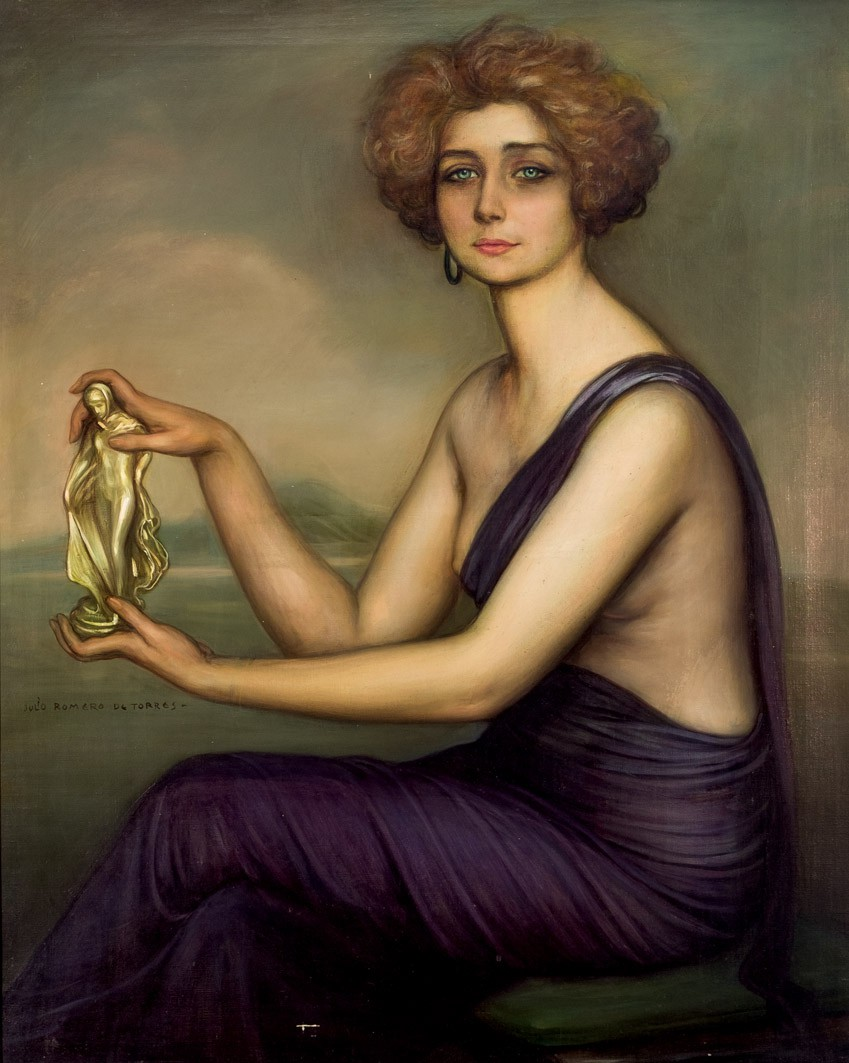
Retrato de Teresa de la Cruz por Julio Romero de Torres (1920).

En junio de 1916, Vicente Huidobro le ayudó a escapar del convento y huyeron juntos a Buenos Aires. Gracias a su permanencia en esta ciudad que comenzaba a destacarse por su intelectualidad cosmopolita, desarrolló nuevas amistades con los escritores y con Pelegrina Pastorino (Péle), la revolucionaria de la moda feminista, quien le presentó la posibilidad de llevar pantalones; esta corriente hará un enorme impacto en ella.
En la capital argentina inauguró su carrera literaria: en 1917 publicó sus libros Inquietudes sentimentales y Los tres cantos. En agosto de ese año, Horacio Ramos Mejía, joven de 20 años y uno de los enamorados de Wilms, se suicidó frente a ella (en 1919 publicará Anuarí, poemario dedicado a él). Tras esta tragedia, partió en el barco Vestris a Nueva York para colaborar con la Cruz Roja durante la Primera Guerra Mundial, pero fue detenida a su llegada:

"No me dejaron desembarcar y me encerraron con llave en el camarote... por graves sospechas de espionaje al servicio alemán. (...) El día 4 (de enero de 1918), a causa de la primera letra de mi apellido, fui la última en desfilar ante la presencia de un empleado que acompañado de detectives y oficiales revisaba los pasaportes (en Ellis Island). Al leer mi nombre el representante de la autoridad yankee me miró de la cabeza a los pies, y sin hacerme pregunta alguna, ordenó en voz alta a un subalterno que me acompañara en calidad de detenida."

### En Europa
Marchó entonces a España, donde se integró en la bohemia madrileña y frecuentó el café Pombo. Presentada por Joaquín Edwards Bello, conoció a los escritores Gómez de la Serna, Enrique Gómez Carrillo y, principalmente, a Ramón del Valle-Inclán, quien prologó sus libros publicados en ese país. Allí salieron a la luz En la quietud del mármol y Mi destino es errar, con de Teresa de la Cruz. En la capital española fue retratada por los pintores Julio Romero de Torres y Anselmo Miguel Nieto.
Tras errar por Sevilla, Córdoba y Granada, se estableció en 1920 en París, en donde se reencontró con sus hijas después de cinco años sin verlas. Cuando las niñas regresaron a Chile, el dolor de esta nueva separación gatilló una terrible depresión que la llevó al suicidio. Teresa falleció el 24 de diciembre de 1921 por una sobredosis de veronal a los 28 años de edad; está sepultada en el cementerio del Père-Lachaise en la división 82.
La cineasta chilena Tatiana Gaviola rodó una película basada en la vida de la poetisa, Teresa, estrenada el 11 de junio de 2009.

## Obras
- Inquietudes sentimentales, Buenos Aires, 1917.
- Los tres cantos, Buenos Aires, 1917.
- En la quietud del mármol, Casa Ed. Blanco, Madrid, 1918.
- Anuarí, Casa Ed. Blanco, Madrid, 1919.
- Cuentos para hombres que son todavía niños, Buenos Aires, Argentina, 1919.
- Lo que no se ha dicho, antología, Editorial Nascimento, Santiago de Chile, 1922.
- Obras completas, compilada por Ruth González-Vergara, Editorial Grijalbo, Barcelona, 1994.
- Diarios íntimos, Alquimia ediciones, Santiago de Chile, 2015.
- Poesía reunida, Alquimia ediciones, Santiago de Chile, 2016.
- Obras completas, Renacimiento, Sevilla, 2023.